# 4212 Сансюасуке
4212 Сансюасуке (4212 Sansyu-Asuke) — астероїд головного поясу, відкритий 28 вересня 1987 року.
Тіссеранів параметр щодо Юпітера — 3,109.
Названо на честь Сансюасуке (яп. さんしゅうあすけ(三州足助) сансю:асуке).